# روشن دشت
روشن‌ دشت هي قرية في مقاطعة أصفهان، إيران. عدد سكان هذه القرية هو 269 في سنة 2006.